# Бондорф
Бондорф (нім. Bondorf) — громада в Німеччині, знаходиться в землі Баден-Вюртемберг. Підпорядковується адміністративному округу Штутгарт. Входить до складу району Беблінген.
Площа — 17,55 км2. Населення становить 6082 ос. (станом на 31 грудня 2020).